# Zwitserland op het Eurovisiesongfestival 1980
Zwitserland nam deel aan het  Eurovisiesongfestival 1980, gehouden in Den Haag, Nederland. Het was de 25ste deelname van het land.

## Selectieprocedure
In tegenstelling tot de vorige jaren koos de Zwitserse omroep ervoor hun kandidaat intern te kiezen.
De keuze viel uiteindelijk op de zangeres Paola met het lied Cinéma.

## In Den Haag
Zwitserland moest als negende aantreden op het festival, net na Zweden en voor Finland. Op het einde van de puntentelling bleek dat ze 104 punten hadden verzameld, goed voor een vierde plaats.
Men ontving 2 maal het maximum van de punten.
Nederland had 10 punten en België 2 punten over voor de Zwitserse inzending.

### Gekregen punten

#### Finale
| 12 punten           | 10 punten                           | 8 punten     | 7 punten                             | 6 punten                |
| ------------------- | ----------------------------------- | ------------ | ------------------------------------ | ----------------------- |
| - Finland - Ierland | - Duitsland - Nederland - Noorwegen | - Denemarken | - Marokko - Verenigd Koninkrijk      | - Oostenrijk - Portugal |
| 5 punten            | 4 punten                            | 3 punten     | 2 punten                             | 1 punt                  |
| - Luxemburg         |                                     | - Italië     | - België - Spanje - Turkije - Zweden |                         |

### Punten gegeven door Zwitserland

#### Finale
Punten gegeven in de finale:
| 12 punten | Ierland             |
| 10 punten | Verenigd Koninkrijk |
| 8 punten  | Italië              |
| 7 punten  | Duitsland           |
| 6 punten  | Denemarken          |
| 5 punten  | Zweden              |
| 4 punten  | Oostenrijk          |
| 3 punten  | Nederland           |
| 2 punten  | Portugal            |
| 1 punt    | Frankrijk           |

1956 · 1957 · 1958 · 1959 · 1960 · 1961 · 1962 · 1963 · 1964 · 1965 · 1966 · 1967 · 1968 · 1969 · 1970 · 1971 · 1972 · 1973 · 1974 · 1975 · 1976 · 1977 · 1978 · 1979 · 1980 · 1981 · 1982 · 1983 · 1984 · 1985 · 1986 · 1987 · 1988 · 1989 · 1990 · 1991 · 1992 · 1993 · 1994 · 1995 · 1996 · 1997 · 1998 · 1999 · 2000 · 2001 · 2002 · 2003 · 2004 · 2005 · 2006 · 2007 · 2008 · 2009 · 2010 · 2011 · 2012 · 2013 · 2014 · 2015 · 2016 · 2017 · 2018 · 2019 · 2020 · 2021 · 2022 · 2023 · 2024 · 2025